# David Matas
Pour les articles homonymes, voir Matas (homonymie).
David Matas, né le 29 août 1943, est un avocat international canadien, spécialisé dans les droits de l'homme. Il vit et travaille à Winnipeg.
David Matas est connu pour son enquête, avec David Kilgour sur les prélèvements d’organes forcés contre les pratiquants du mouvement Falun Gong en Chine. Il assure le conseil juridique du  B'nai B'rith.

## Biographie
David Matas est titulaire d'un baccalauréat ès arts de l'université du Manitoba (1964), d'une maîtrise de l'université de Princeton (1965), puis d'un baccalauréat ès arts en jurisprudence (1967) et d'une licence en droit civil de l'université d'Oxford (1968) en Angleterre.
En 2000, il participe avec la délégation du Canada au Forum  de Stockholm sur la Shoah.
En 2006, une investigation fut menée par David Matas et l'ancien secrétaire d'État du Canada (région Asie Pacifique) et avocat de la couronne David Kilgour, qui accusent Pékin de prélever les organes des membres du Falun Gong contre leur volonté. Ils estiment qu'il y aurait eu 41 500 transplantations d'organes non expliquées entre 2000 et 2005,.
Il est conseillé juridique pour le B'nai Brith. Dans le cadre de ses fonctions, il a notamment soutenu l'extradition d'Hassan Diab vers la France.

## Distinctions
Membre de l’Ordre du Canada, il a été nommé, en 2010, au prix Nobel de la paix par le député canadien Borys Wrzesnewskyj.
En 2007, il reçoit le prix Walter S. Tarnopolsky. En 2010, le Prix de la Société internationale pour les droits de l'homme a été attribué à David Kilgour, et à David Matas pour leur lutte contre le trafic d'organes en Chine.